# 前田一浩
前田 一浩（まえだ かずひろ、1963年〈昭和38年〉3月11日 - ）は、日本の自治・総務官僚。

## 来歴
広島県広島市に生まれる。広島学院高等学校を経て、1987年（昭和62年）、東京大学法学部を卒業し、同年4月、自治省に入省。入省後、自治税務局固定資産税課長、自治財政局交付税課長、同局財政課長（併）消防庁国民保護・防災部参事官、総務省大臣官房審議官（財政制度・財務担当）などを歴任した他、内閣府などへ出向し、国税庁大阪国税局相生税務署長、茨城県観光物産課長、同財政課長、岡山県総務部長、内閣府地方分権改革推進委員会事務局参事官、同地域主権戦略室参事官、内閣府大臣官房審議官（経済社会システム担当）（併）内閣府本府休眠預金等活用準備室長などを務めた。
自治省・総務省の官僚として、消防庁消防課の事務官に着任した際には、消防団に関する業務に従事し、消防団への補助金、助成金、交付税措置に関する業務や消防団員の公務災害補償・退職報償金に係る政令の改正に携わり、出向先で着任した岡山県総務部長としても岡山県の危機管理対策に従事し、台風災害への対応や国民保護計画の策定を担った。
2019年（令和元年）8月23日、総務省大臣官房総括審議官（マイナンバー情報連携、政策企画（副）担当） に就任。
2021年（令和3年）7月1日、自治財政局長に就任。
2022年（令和4年）6月28日、消防庁長官に就任。
2023年（令和5年）7月7日、退官。

## 年譜
- 1987年（昭和62年）
  - 東京大学法学部卒業[3]
  - 4月 - 自治省入省[7]
  - 4月 - 自治省行政局振興課[7]
  - 7月 - 山梨県市町村課[7]
- 1989年（平成元年）4月 - 自治省消防庁総務課[7]
- 1990年（平成2年）4月 - 自治省大臣官房企画室[7]
- 1991年（平成3年）4月 - 自治省税務局府県税課[7]
- 1992年（平成4年）7月 - 国税庁大阪国税局相生税務署長[7]
- 1993年（平成5年）7月 - 自治省自治大学校研究部員[7]
- 1994年（平成6年）4月 - 茨城県観光物産課長[7]
- 1996年（平成8年）4月 - 茨城県財政課長[7]
- 1998年（平成10年）4月 - 自治省税務局市町村税課課長補佐[7]
- 2001年（平成13年）
  - 1月 - 総務省省自治税務局都道府県税課課長補佐[7]
  - 4月 - 総務省自治財政局交付税課課長補佐[7]
- 2003年（平成15年）4月 - 総務省自治財政局財政課財政企画官[7]
- 2004年（平成16年）4月 - 岡山県総務部長[7]
- 2007年（平成19年）
  - 4月 - 総務省自治行政局公務員部公務員課高齢対策室長[7]
  - 7月 - 総務省自治行政局公務員部公務員課給与能率推進室長[7]
- 2008年（平成20年）7月 - 内閣府地方分権改革推進委員会事務局参事官[7]
- 2009年（平成21年）7月 - 内閣府地方分権改革推進委員会事務局地域主権戦略室参事官[7]
- 2010年（平成22年）7月 - 総務省自治財政局公営企業課地域企業経営企画室長[7]
- 2011年（平成23年）
  - 4月 - 総務省自治財政局準公営企業室長[7]
  - 7月 - 総務省自治税務局固定資産税課長[7]
- 2013年（平成25年）6月 - 総務省自治財政局交付税課長[7]
- 2015年（平成27年）7月 - 総務省自治財政局財政課長（併）消防庁国民保護・防災部参事官[8]
- 2017年（平成29年）7月 - 内閣府大臣官房審議官（経済社会システム担当）（併）内閣府本府休眠預金等活用準備室長[10]
- 2019年（令和元年）
  - 7月 - 総務省大臣官房審議官（財政制度・財務担当）[9]
  - 8月 - 総務省大臣官房総括審議官（マイナンバー情報連携、政策企画（副）担当） [6]
- 2021年（令和3年）7月 - 自治財政局長[5]
- 2022年（令和4年）6月 - 消防庁長官[3][4]
- 2023年（令和5年）7月 - 退官[12]